# 米什米木姜子
米什米木姜子（学名：Litsea mishmiensis）为樟科木姜子属下的一个种。